# 1,2-ジオキセタンジオン
1,2-ジオキセタンジオン（英: 1,2-dioxetanedione、または1,2-dioxacyclobutane-3,4-dione）はオキソカーボンの一種。化学式はC2O4。1,2-ジオキセタンの二重ケトン、もしくは二酸化炭素の環状二量体とみなすことができる。
通常は-93℃で二酸化炭素に分解するが、質量分析などにより検出することができる。
本物質は、ケミカルライトなどに用いられるシュウ酸ジフェニルの化学発光現象における反応中間体である。シュウ酸ジフェニルと蛍光色素 (dye) との混合物に過酸化水素を加えるとフェノール2分子と1,2-ジオキセタンジオンが生じる。1,2-ジオキセタンジオンが二酸化炭素2分子に自発的に分解する際に、蛍光色素にエネルギーを与えて励起させ、発光(hν)をもたらす。